# This Land is Your Land
This Land is Your Land är en engelskspråkig sång skriven av Woody Guthrie 1940 som ett svar på Irving Berlins God Bless America med en melodi som baserades på Carter Familys When the World's on Fire eller Little Darling, Pal of Mine.
Woody Guthries inspelning av "This Land is Your Land" 1944 var en av de femtio inspelningar som valdes in i National Recording Registry 2002 när registret skapades.
De femte och sjätte verserna av Guthries originaltext spelas dock mycket sällan, eftersom de är kritiska mot USAs ekonomiska system. Dock ingick verserna i sångens framförande av Bruce Springsteen, Pete Seeger och Tao Rodríguez-Seeger, samt en svart gospelkör, vid Barack Obamas installation den 18 januari 2009.
Sången finns också med text på svenska, inspelad av Ingemar Olsson 1972 och utgiven på singel. En annan svensk version är inspelad av Mikael Wiehe på albumen "Sång till modet" och "Artister mot nazister". Den heter då "Det här är ditt land", och handlar om Sverige. Inspelningen av "Artister mot nazister" låg på Tracks i fem veckor under perioden 6 januari–3 februari 2001 innan den lämnade listan, med fjärdeplats som högsta placering där.

## Text
This land is your land, this land is my land
From California to the New York island;
From the redwood forest to the Gulf Stream waters
This land was made for you and me.
As I was walking that ribbon of highway,
I saw above me that endless skyway:
I saw below me that golden valley:
This land was made for you and me.
I've roamed and rambled and I followed my footsteps
To the sparkling sands of her diamond deserts;
And all around me a voice was sounding:
This land was made for you and me.
When the sun came shining, and I was strolling,
And the wheat fields waving and the dust clouds rolling,
As the fog was lifting a voice was chanting:
This land was made for you and me.
As I went walking I saw a sign there
And on the sign it said "No Trespassing."
But on the other side it didn't say nothing,
That side was made for you and me.
In the shadow of the steeple I saw my people,
By the relief office I seen my people;
As they stood there hungry, I stood there asking
Is this land made for you and me?

### Fotnoter
1. ↑  Nick Spitzer, The Story Of Woody Guthrie's 'This Land Is Your Land' på National Public Radio 15 januari 2012.
2. ↑  Robert Santelli, 2012, This Land Is Your Land, sid. 80. ISBN 9780762445080.
3. ↑  Carter Family, Little Darling, Pal of Mine, inspelning 1929, Bluebird (B-5301-B), på Archive.org.
4. ↑  This Land is your Land Arkiverad 24 oktober 2019 hämtat från the Wayback Machine. på Signifying Tradition - The Carter Family's Influence on Woody Guthrie.
5. ↑  Med vers fem, men ej vers sex.
6. ↑  2002 på National Recording Preservation Board, Library of Congress.
7. ↑  Bill Nowlin, “This Land Is Your Land”—Woody Guthrie (1944), National Registry.
8. ↑  This Land is Your Land - The story behind the song på The Kennedy Center.
9. ↑  ”Svensk mediedatabas”. http://smdb.kb.se/catalog/id/001542977. Läst 15 juni 2011.
10. ↑  ”Svensk mediedatabas”. http://smdb.kb.se/catalog/id/001546353. Läst 15 juni 2011.
11. ↑  ”Tracks”. 13 januari 2001. http://sverigesradio.se/sida/topplista.aspx?programid=2696&date=2001-01-13. Läst 16 juni 2011.
12. ↑  ”Tracks”. 3 februari 2001. http://sverigesradio.se/sida/topplista.aspx?programid=2696&date=2001-02-03. Läst 16 juni 2011.
13. ↑  ”Tracks”. 10 februari 2001. http://sverigesradio.se/sida/topplista.aspx?programid=2696&date=2001-02-10. Läst 16 juni 2011.